# تلکوم رومانیا
تلکوم رومانیا (انگلیسی: Telekom Romania) شرکت مخابرات رومانیایی است، که در سال ۱۹۳۰ تأسیس شد.